# Marienhof (soap opera)
Marienhof è una soap opera tedesca, prodotta dalla Bavaria Film e in onda dal 1992 al 2011 sull'emittente televisiva ARD 1 (Das Erste).
Era, al momento della chiusura, una delle soap opera tedesche più longeve tra quelle in onda, nonché la più longeva tra quelle trasmesse da ARD 1: la soap andò in onda per 18 stagioni, per un totale di 4.053 puntate. La prima puntata fu trasmessa il 1º ottobre 1992, l'ultima mercoledì 15 giugno 2011.

Dalla fine del 2004, la soap andava in onda quotidianamente dal lunedì al venerdì in fascia pomeridiana-preserale. Precedentemente andava in onda solamente due volte la settimana, il martedì e il giovedì.
Tra gli attori "storici" della fiction, figurano: Viktoria Brams (l'unica attrice presente sin dalla prima puntata e tuttora nel cast), Giovanni Arvaneh, Simon-Paul Wagner, Antonio Putignano, Heike Ulrich ed Erwin Aljukić.

## Storia
Le registrazioni di "Marienhof" iniziarono il 10 febbraio 1992 negli studi della Bavaria Film a Geiselgasteig (Grünwald).
Otto mesi dopo, il 1º ottobre 1992, andò in onda la prima puntata della soap sull'emittente televisiva ARD 1, che iniziò a trasmetterla per due volte la settimana, il martedì e il giovedì.
A partire dal 2 gennaio 1995, la soap iniziò ad essere trasmessa quotidianamente, dal lunedì al venerdì e la durata fu ridotta da un'ora a 25 minuti.
Nel 1999, la soap rappresentò una sorta di "sponsor" per la Love Parade di quell'anno, tenutasi a Berlino, grazie a diverse partecipazioni "vip", quali il conduttore televisivo Jörg Pilawa e l'ex-presidente tedesco, nonché grande fan della fiction, Roman Herzog.
Nel 2004, la fiction si è aggiudicata dall'associazione anti-fumo e dall'associazione per la lotta contro il cancro il marchio di "libera dal fumo" (premio già conferito in precedenza alla soap opera di RTL Television  Gute Zeiten, schlechte Zeiten ), in quanto solamente dei personaggi con connotati negativi sono fumatori.

Nello stesso anno, in autunno, andò in onda la puntata nr. 2.500.
Nel 2005, la soap fu al centro di una sorta di "scandalo": venne infatti accusata di fare da anni della pubblicità occulta.
Nel luglio del 2010 fu dato l'annuncio che il contratto con la Bavaria Film sarebbe scaduto a fine febbraio 2011.

Il contratto non fu rinnovato e a metà febbraio 2011 è stata girata l'ultima puntata (la nr. 4.053) della soap, andata poi in onda il 15 giugno 2011.
Solo qualche mese prima, venerdì 1º ottobre 2010, la soap opera aveva festeggiato il suo 18° "compleanno" con la messa in onda della puntata nr. 3.901, compleanno che, però, è stato anche l'ultimo.

## Descrizione
La serie è ambientata a Colonia, nell'immaginario quartiere di Marienhof.
A differenza di molte soap opera, ma in comune con altre fiction tedesche del genere (come  Gute Zeiten, schlechte Zeiten , Unter uns, Alles was zählt), Marienhof non ha per protagonisti ricche famiglie. I protagonisti sono invece medici, ristoratori, studenti, ecc.

Si tratta inoltre di una soap opera "multietnica": tra i protagonisti, vi sono infatti il turco Sülo Özgentürk (interpretato da Giovanni Arvaneh), l'italiano Stefano Maldini (interpretato da Giovanni Putignano), gli spagnoli Carlos e Raúl García, ecc.
La principale location, dove si svolgono le vicende, è (dal 2002) una galleria commerciale, dove maggior parte dei protagonisti ha una propria attività.

Lì si trovano, tra l'altro: il negozio "M+P", gestito dai Fechner, il bar "Café Latte", gestito da Carlos García (Alfonso Losa), l'internet point gestito da Frederik Neuhaus, il centro fitness gestito da Luna-Marie Seelig (Jana Voosen), ecc.

Altre location sono: la locanda "Wilder Mann", gestita dai Maldini, il liceo "Erich Kästner", la caffetteria "Ortrud's", la discoteca "Foxy", il negozio ortofrutticolo "Möhre", gestito da Sülo Özgentürk, ecc.
Tra i temi trattati, oltre a quelli classici delle soap opera come amore, gelosia ed odio, vi sono: il cancro, l'abuso di droghe ed alcool, l'omosessualità, ecc.

Non manca neanche il tema della disabilità, tema che riguarda in particolar modo Frederik Neuhaus, uno dei personaggi principali della soap, interpretato da Erwin Aljukić, attore di origine bosniaca con reali problemi motori (è sofferente di osteogenesi imperfetta), nel cast dal 1999.

## Sigla TV
La sigla della soap opera si intitola Es wird viel passieren (lett.: "Succederanno tante cose"), interpretata dapprima dagli S.O.S. e successivamente (dal 1999) dai Kismet.

## Location
Le scene sono girate negli studi della Bavaria Film, a Geiselgasteig (Grünwald), vicino a Monaco di Baviera.

Delle scene in esterni sono state inoltre girate, tra l'altro, a Nürburgring, sull'isola di Rügen, Berlino (in occasione della "Love Parade" del 1999), Steibis, in Inghilterra, Italia e in Francia.

## I "numeri" della soap[16]
- 18 sono state le stagioni prodotte[5][6][7]
- 4.053 sono state le puntate trasmesse[4][5][6][7]
- Oltre 1.700 sono state le ore di trasmissione andate in onda (dato al 1º ottobre 2010)[5]
- Oltre 178.000 sono state le pagine di copione (dato al 1º ottobre 2010)[5][6]
- 160 sono stati gli attori protagonisti apparsi nella soap[1][5][6][7][8][9]
- Circa 7.300 sono i personaggi di secondo piano apparsi nella soap[1][5][6][7][8][9]
- 80.000 sono state le comparse impiegate[1][6][7][8][9]
- 21 erano gli attori principali impegnati nelle registrazioni alla fine del 2010[5]
- 130 sono state le persone impegnate nella produzione[5]
- 25 sono stati gli sceneggiatori[5]
- 12.380 sono stati i metri quadrati degli studi utilizzati per le scene, tra cui 7.530 per gli interni e 4.850 per gli esterni[5]
- 20 sono state le facciate di "case" impiegate nelle scene[12]
- 27 sono stati i matrimoni "celebrati" nella soap[5][6]
- 14 sono state le nascite a cui i telespettatori hanno assistito[5][6]
- 57 sono stati i personaggi fatti morire nella soap[5][6]
- 6 sono stati gli omicidi avvenuti nella soap[5]

## Accoglienza
Gli ascolti della soap opera sono scesi dal 18,7% di share del 1997 al 15,5% del 2000, sino all'8,7% del 2010.

Per quanto riguarda il pubblico femminile, la soap opera è seguita dall'11,4% delle telespettatrici.

## Guest stars apparse nella soap
Nelle oltre 3.900 puntate andate in onda, sono apparse anche alcune guest-star, quali:
- Markus Babbel, calciatore
- Ralf Bauer, attore
- Markus Beyer, ex-pugile
- Sebastian Deyle, attore, musicista e conduttore televisivo
- Lucy Diakovska, cantante delle No Angels
- Pierre Geisensetter, attore e conduttore televisivo
- Roman Herzog, ex-presidente tedesco
- Patrick Lindner, cantante
- Gina-Lisa Lohfink, modella e cantante
- Patrick Nuo, cantante
- Jörg Pilawa, conduttore televisivo
- Maria Riesch, sciatrice
- Michaela Schaffrath, attrice e conduttrice televisiva
- Cora Schumacher, pilota e conduttrice televisiva, ex moglie di Ralf Schumacher